# Vilmos Rubányi
Vilmos Rubányi (nom original: Vilmos Roubal) (Budapest), 1905. 30 d'abril – Idem., 1972. 14 de desembre), fou un compositor, director d'orquestra i director musical hongarès. Era fill de Vilmos Roubal.

## Biografia
Va completar els seus estudis a l'Acadèmia Liszt amb Albert Siklós i a l'Escola Nacional de Música. El 1919 es va unir al Teatre de la Ciutat, del qual va ser el director des de 1922. Entre 1924 i 1944 va ser el director del repertori de l'Òpera Estatal d'Hongria. Després de 1945 va ser organitzador de bandes a Győr. Entre 1948 i 1949 va participar en l'establiment del departament d'òpera del Teatre Nacional de Csokonai. Entre 1949 i 1954 va dirigir l'Orquestra Simfònica MÁV de Debrecen. Entre 1954 i 1957 va ser director del Teatre Nacional de Szeged. Entre 1957 i 1958 va ser el director musical del Teatre Nacional de Miskolc. Entre 1958 i 1961 va ser el director del Teatre Nacional de Csokonai, i entre 1961 i 1971 va ser el seu director musical. Es va retirar el 1971.
Ha actuat a Anglaterra, França, Alemanya, Itàlia, Àustria i Txecoslovàquia.
La seva tomba es troba al cementiri de Farkasrét.

## Premis
- Artista de mèrit (1964)